# Joel Embiid
Joel Hans Embiid (Yaoundé, 16 maart 1994) is een Kameroens-Frans-Amerikaans basketballer die speelt als center.

## Biografie

### Op zijn 16e van Kameroen naar de VS
Embiid werd geboren in Yaoundé in Kameroen waar hij op 15-jarige leeftijd begon te basketballen waar hij werd ontdekt door Luc Mbah a Moute die op dat moment actief was bij de Milwaukee Bucks. Met Mbah a Moute als zijn mentor trok Embiid in 2010 naar de Verenigde Staten. Hij speelde van 2013 tot 2014 collegebasketbal voor de Kansas Jayhawks.

### 3e in de NBA-draft van 2014 en twee seizoenen blessureleed
In 2014 begon hij zijn professionele spelersloopbaan bij de Philadelphia 76ers nadat hij door Philadelphia als 3e werd geselecteerd in de NBA draft. Op 26 augustus 2014 tekende hij een contract bij Philadelphia. Als gevolg van een gebroken os naviculare miste Embiid echter het volledige seizoen 2014/15. In de zomer van 2015 bleek echter dat zijn herstel niet naar wens verliep zodat hij een nieuwe operatie moest ondergaan. Embiid moest zo ook het seizoen 2015/16 aan hem laten voorbij gaan.

### NBA-debuut
Embiid maakte zijn debuut voor de 76'ers op 4 oktober 2016 in een vriendschappelijke wedstrijd tegen de Boston Celtics. Enkele weken later mocht hij starten in de openingsmatch van Philadelphia tegen Oklahoma City Thunder, waar hij meteen goed was voor 20 punten, 7 rebounds en 2 blockshots. Embiid moest zijn debuutjaar echter voortijdig stopzetten wegens een knieblessure. Desondanks werd hij op het einde van het seizoen opgenomen in het NBA All-Rookie Team. 

### Een nieuw contract en enkeleNBA All-Star Games
Op 10 oktober 2017 tekende Embiid bij Philadelphia een verbeterd contract voor 5 seizoenen. Embiid was in het seizoen 2017/18 goed voor een gemiddelde van 22,9 punten per wedstrijd. Op 15 november 2017 was Embiid in een wedstrijd tegen de Los Angeles Lakers goed voor 46 punten, zeven assists en zeven blockshots. Zo was Embiid de eerste speler met meer dan 40 punten, 7 assists en 7 blocks in één wedstrijd sinds Julius Erving in 1982. Met deze 46 punten was hij de eerste 76'er met 46 punten sinds Allen Iverson in 2006. Als gevolg van deze sterke persoonlijke prestaties werd Embiid op 18 januari 2018 geselecteerd in de basisploeg van de Eastern Conference tijdens de NBA All-Star Game. Embiid kon zich met de 76'ers kwalificeren voor de NBA Playoffs. In de eerste ronde versloeg Philadelphia met 4-1 Miami Heat, maar in de tweede ronde van de play-offs verloor Philadelphia met 4-1 van de  Boston Celtics. Op het einde van het seizoen werd Embiid opgenomen in het All-NBA Second Team en NBA All-Defensive Second Team.
Op 24 oktober 2018 scoorde Embiid 30 punten en plukte hij 19 rebounds in een wedstrijd tegen de Milwaukee Bucks. Hiermee was hij de eerste speler met deze cijfers sinds Charles Barkley in 1991. In elk van de eerste zes wedstrijden van het seizoen 2018/19 scoorde Embiid een double double in punten en rebounds. Hij werd ook de zevende speler in de geschiedenis van de NBA die in zijn eerste 100 wedstrijden meer dan 2.000 punten, 1.000 rebounds en 200 blockshots liet optekenen. Tijdens de wedstrijd tegen Orlando Magic op 14 november 2018 liet hij zijn eerste triple double optekenen. Embiid werd opnieuw geselecteerd voor de NBA All-Star Game. Ondanks wat blessureleed van Embiid op het einde van het seizoen 2018/19 kwalificeerden de Philadelphia 76'ers zich voor de play-offs. Na winst in de eerste ronde tegen de Brooklyn Nets verloor Philadelphia in de tweede ronde van de Toronto Raptors. Het seizoen 2019/20 werd op 12 maart 2020 als gevolg van de coronapandemie stopgezet. In de play-offs die in juli 2020 werden hervat verloor Embiid met de Sixers in de eerste ronde van de Boston Celtics. 

### Steeds betere persoonlijke scores en beste NBA-schutter (2021/22)
Ook in het seizoen 2020/21 zette Embiid sterke persoonlijke prestaties neer met onder andere een gemiddelde van 28,5 punten en 10,6 rebounds in 51 wedstrijden. Mede hierdoor beëindigden de Sixers de reguliere competitie in de Eastern Conference op de eerste plaats. In de eerste ronde van de play-off verloren de Sixers van de Atlanta Hawks. Embiid eindigde tweede in de NBA Most Valuable Player Award, achter Nikola Jokić. 
Embiid tekende op 17 augustus 2021 een verlengd verbeterd contract tot het seizoen 2026/27 bij de Sixers. Nadat hij 9 wedstrijden miste door COVID-19 was Embiid in zijn comeback meteen goed voor 42 punten en 14 rebounds in een wedstrijd tegen de Minnesota Timberwolves. 
Op 12 februari 2022 was Embiid goed voor 40 punten, 14 rebounds en 10 assists tegen de Cleveland Cavaliers, waarmee hij de eerste Sixer werd sinds Wilt Chamberlain in 1968 die een triple double scoorde met meer dan 40 punten. Tijdens de winst tegen de Indiana Pacers op 9 april 2021 was Embiid goed voor 41 punten en 20 rebounds met tevens een tweepunter-percentage van 82,35%. Hiermee was hij slechts de vijfde speler in de NBA-geschiedenis (sinds de invoering van de schotklok in 1954/55) die deze statistieken kon optekenen: enkel John Drew, Charles Barkley, Wilt Chamberlain en Bob Pettit. Embiid beëindigde het reguliere seizoen met een gemiddelde van 30,6 punten waarmee hij de beste schutter werd van het NBA-seizoen 2021/22. Embiid was hiermee de eerste niet-Amerikaanse speler die hierin slaagde. In de eerste ronde van de play-offs won Philadelphia van de Toronto Raptors, maar in de halve finale van de Eastern Conference was Miami Heat te sterk voor de Sixers.

### MVP in 2023
Embiid begon opnieuw met sterke persoonlijke scores aan het seizoen 2022/23 met onder andere een persoonlijke hoogste score van 59 punten op 11 november 2023 tijdens een overwinning tegen Utah Jazz. Ook tegen de Charlotte Hornets liet hij 53 punten optekenen. Hiermee werd hij de derde speler in de geschiedenis van de Sixers die meerdere malen meer dan 50 punten kon scoren in hetzelfde seizoen (na Allen Iverson en Wilt Chamberlain. Op 28 januari 2023 was Embiid goed voor 47 punten, 18 rebounds, 5 assists, 3 steals en 2 blockshots tijdens een overwinning tegen de Denver Nuggets. Embiid was hiermee slechts de derde speler in de geschiedenis van de NBA die deze statistieken kon laten optekenen (na Chris Webber in 2001 en Bob McAdoo in 1975. Ook later in het seizoen bleef Embiid nog records optekenen. Met 52 punten tegen de Boston Celtics werd hij de 3e center in de NBA-geschiedenis die 3 keer meer dan punten liet optekenen in 1 seizoen. (Eerder gingen Wilt Chamberlain en Kareem Abdul-Jabbar hem voor. Met een gemiddelde van 33,1 punten per wedstrijd werd Embiid opnieuw de best scorende speler van het NBA-seizoen. Door al deze prestaties werd hij op 2 mei 2023 verkozen tot MVP voor het seizoen 2022/23. In de play-offs verloor Embiid in de halve finale van de Eastern Conference van de Boston Celtics.

### Interlandcarrière
Embiid is speelgerechtigd voor Kameroen, maar speelde anno 2022 nog geen wedstrijd voor hen. In 2022 verkreeg hij zowel de Franse als de Amerikaanse nationaliteit. Op 5 oktober 2023 kondigde Embiid op Twitter aan dat hij in 2024 op de Olympische Zomerspelen wil uitkomen voor het Amerikaans basketbalteam.

## Erelijst
- NBA All-Star: 2018, 2019, 2020, 2021, 2022, 2023
- All-NBA Second Team: 2018, 2019, 2021, 2022, 2023
- NBA All-Defensive Second Team: 2018, 2019, 2021
- NBA All-Rookie First Team: 2017
- NBA Most Valuable Player Award: 2023

## Statistieken

### Reguliere Seizoen
| Seizoen  | Team               | WG  | WS  | MPW  | 2P%  | 3P%  | FW%  | RPW  | APW | SPW | BPW | PPW  |
| -------- | ------------------ | --- | --- | ---- | ---- | ---- | ---- | ---- | --- | --- | --- | ---- |
| 2016/17  | Philadelphia 76ers | 31  | 31  | 25,4 | 46,6 | 36,7 | 78,3 | 7,8  | 2,1 | 0,9 | 2,5 | 20,2 |
| 2017/18  | Philadelphia 76ers | 63  | 63  | 30,3 | 48,3 | 30,8 | 76,9 | 11,0 | 3,2 | 0,6 | 1,8 | 22,9 |
| 2018/19  | Philadelphia 76ers | 64  | 64  | 33,7 | 48,4 | 30,0 | 80,4 | 13,6 | 3,7 | 0,7 | 1,9 | 27,5 |
| 2019/20  | Philadelphia 76ers | 51  | 51  | 29,5 | 47,7 | 33,1 | 80,7 | 11,6 | 3,0 | 0,9 | 1,3 | 23,0 |
| 2020/21  | Philadelphia 76ers | 51  | 51  | 31,1 | 51,3 | 37,7 | 85,9 | 10,6 | 2,8 | 1,0 | 1,4 | 28,5 |
| 2021/22  | Philadelphia 76ers | 68  | 68  | 33,8 | 49,9 | 37,1 | 81,4 | 11,7 | 4,2 | 1,1 | 1,5 | 30,6 |
| 2022/23  | Philadelphia 76ers | 66  | 66  | 34,6 | 54,8 | 33,0 | 85,7 | 10,2 | 4,2 | 1,0 | 1,7 | 33,1 |
| Carrière | Carrière           | 394 | 394 | 31,8 | 50,1 | 33,7 | 81,9 | 11,2 | 3,4 | 0,9 | 1,7 | 27,2 |
| All-Star | All-Star           | 5   | 5   | 26,1 | 62,3 | 44,0 | 75,0 | 9,4  | 1,2 | 0,6 | 0,8 | 23,8 |

### Play-offs
| Seizoen  | Team               | WG | WS | MPW  | 2P%  | 3P%  | FW%  | RPW  | APW | SPW | BPW | PPW  |
| -------- | ------------------ | -- | -- | ---- | ---- | ---- | ---- | ---- | --- | --- | --- | ---- |
| 2017/18  | Philadelphia 76ers | 8  | 8  | 34,8 | 43,5 | 27,6 | 70,5 | 12,6 | 3,0 | 0,9 | 1,9 | 21,4 |
| 2018/19  | Philadelphia 76ers | 11 | 11 | 30,4 | 42,8 | 30,8 | 82,2 | 10,5 | 3,4 | 0,7 | 2,3 | 20,2 |
| 2019/20  | Philadelphia 76ers | 4  | 4  | 36,2 | 45,9 | 25,0 | 81,4 | 12,3 | 1,3 | 1,5 | 1,3 | 30,0 |
| 2020/21  | Philadelphia 76ers | 11 | 11 | 32,4 | 51,3 | 39,0 | 83,5 | 10,5 | 3,4 | 1,0 | 1,5 | 28,1 |
| 2021/22  | Philadelphia 76ers | 10 | 10 | 38,5 | 48,4 | 21,2 | 82,0 | 10,7 | 2,1 | 0,4 | 0,8 | 23,6 |
| 2022/23  | Philadelphia 76ers | 9  | 9  | 37,3 | 43,1 | 17,9 | 90,5 | 9,8  | 2,7 | 0,7 | 2,8 | 23,7 |
| Carrière | Carrière           | 53 | 53 | 34,6 | 46,1 | 28,0 | 82,3 | 10,9 | 2,8 | 0,8 | 1,8 | 24,0 |